# Punta Vergia (Val Pellice)
La Punta Vergia (2.327 m s.l.m.) è una montagna della Catena Bucie-Grand Queyron-Orsiera nelle Alpi Cozie. Si trova lateralmente alla val Pellice.

## Caratteristiche
La montagna si trova lungo il crinale che partendo dalla Punta Cialancia divide il Vallone degli Invincibili dalla Val d'Angrogna. Partendo dalla Punta Cialancia le punte principali del crinale sono: monte Costigliole (2.385 m), Punta Vergia, Vantacul (2.298 m) ed il monte Vandalino (2.121 m).

## Salita alla vetta
Si può salire sulla vetta della montagna partendo dalla frazione Pertusel di Villar Pellice.